# Dasht-e Ban
Dasht-e Ban (persiska: دشت بن) är en ort i Iran.   Den ligger i provinsen Kohgiluyeh och Buyer Ahmad, i den centrala delen av landet, 500 km söder om huvudstaden Teheran. Dasht-e Ban ligger 819 meter över havet och antalet invånare är 198.
Terrängen runt Dasht-e Ban är kuperad norrut, men söderut är den bergig. Dasht-e Ban ligger nere i en dal. Runt Dasht-e Ban är det ganska glesbefolkat, med 47 invånare per kvadratkilometer. Närmaste större samhälle är Landeh, 15,6 km väster om Dasht-e Ban. Omgivningarna runt Dasht-e Ban är i huvudsak ett öppet busklandskap.